# Rudolf Demetrovics
Rudolf Demetrovics, auch Demetrovic – ungarisch: Rezsö Deményi (auch Demetrovits), rumänisch: Rudolf Demetrovici – (* 19. September 1914 in Paks, Österreich-Ungarn; † 2. März 1993 in Wollongong), war ein rumänischer Fußballspieler. Er bestritt insgesamt 225 Spiele in der rumänischen Divizia A und der ungarischen Nemzeti Bajnokság. In den Jahren 1939 und 1940 gewann er mit Venus Bukarest die rumänische, im Jahr 1944 mit Nagyváradi AC die ungarische Meisterschaft. In Deutschland spielte er nach dem Krieg bei der SpVgg Fürth und dem MTV Ingolstadt.

## Karriere
Demetrovici kam im Jahr 1933 mit Chinezul Timișoara in die Divizia A. Beim Aufsteiger gehörte er zu den Stammspielern. Er kämpfte mit seinem Team um den Klassenerhalt und hielt sich fünf Jahre lang in der höchsten rumänischen Spielklasse. Im Jahr 1938 verpflichtete ihn der Spitzenklub Venus Bukarest. Mit Venus konnte er die Meisterschaften 1938/39 sowie 1939/40 gewinnen. Im Jahr 1940 wechselte er zum CA Oradea der nach der RückÜbertragung ehemaliger ungarischer Gebiete Rumäniens an Ungarn zur Saison 1941/42 als Nagyváradi AC in die erste ungarische Liga aufgenommen wurde. Nach Vizemeisterschaft von 1943 wurde der NAC als erster Verein der nicht aus Budapest stammte 1943/44 Meister von Ungarn.
Nach dem Krieg kam er nach Deutschland, wo er 1948 mit weiteren Ungarn vornehmlich aus Siebenbürgen und der Vojvodina – unter anderem an der Seite des Eintracht-Frankfurt-Spielers Jenő "Eugen" Csákány und des späteren SV-Waldhof-Mannheim-Trainers Árpád Medve in einer FC Hungaria genannten ad hoc Mannschaft ohne Niederlage etwa ein halbes Dutzend Spiele im Frankfurter Raum – unter anderem gegen die Eintracht, den FSV und Union Niederrad – bestritt.
Bis zum Ende der Saison 1947/48 spielte er noch für den MTV Ingolstadt in der damals zweitklassigen Landesliga Südbayern. In der Saison darauf war er bei der SpVgg Fürth, mit der er sieben Spiele in der Oberliga Süd absolvierte, aber nach Saisonende als 15. abstieg. Er kehrte zur Saison 1948/49 zum MTV zurück wo er bis 1950 blieb. Er erreichte mit dem MTV in der mittlerweile eingleisigen Bayernliga den achten und den sechsten Platz, wobei 1950 die Qualifikation für die neugeschaffene II. Division nur um einen Punkt verpasst wurde.
Danach wanderte er nach Australien aus, wo er 1993 78-jährig verstarb und auf den Friedhof von Wollongong an der Seite seiner Frau Gisela, die bereits 1979 im Alter von 60 Jahren verstarb, beigesetzt wurde. Die beiden hinterließen einen Sohn und eine Tochter.

## Nationalmannschaft
Demetrovici bestritt acht Spiele für die rumänische Nationalmannschaft. Er debütierte am 1. Januar 1935 im letzten Spiel des Balkan-Cups 1934 gegen Jugoslawien, das mit 0:4 verloren wurde. Danach wurde er fast zwei Jahre nicht berücksichtigt, ehe er am 4. Oktober 1936 im Freundschaftsspiel gegen Ungarn wieder eingesetzt wurde. Erneut dauerte es fast zwei Jahre, bevor Nationaltrainer Constantin Rădulescu wieder auf ihn baute. Am 6. September 1938 feierte er gegen Jugoslawien sein Comeback. In der Folgezeit gehörte er zum Stamm des Nationalteams und bestritt bis zum 24. Mai 1939 weiter vier Länderspiele. Nach einem Jahr Pause kam er am 19. Mai 1940 gegen Ungarn ein letztes Mal zum Einsatz.

## Erfolge
- Rumänischer Meister: 1939, 1940
- Ungarischer Meister: 1944